# یواس‌اس رنشاو (دی‌دی-۴۹۹)
یواس‌اس رنشاو (دی‌دی-۴۹۹) (به انگلیسی: USS Renshaw (DD-499)) یک کشتی بود که طول آن ۱۱۴٫۷ متر (۳۷۶ فوت) بود. این کشتی در سال ۱۹۴۲ ساخته شد.